# Агия Варвара (дем Катерини)
Агия Варвара (на гръцки: Αγία Βαρβάρα, до 1965 година Νέοι Ρωσοπρόσφυγες, Неи Росопросфигес) е село в Северна Гърция, в дем Катерини, област Централна Македония.

## География
Агия Варвара е разположено на 40 m надморска височина, на 3 km западно от град Катерини и на 1 km северно от Своронос (Колокури).

## История
Селото е основано след 1956 година от гърци бежанци от Съветския съюз под името Неи Росопросфигес, тоест Нови руски бежанци. В 1965 година е прекръстено на Агия Варвара, тоест Света Варвара.
| Година    | 1913 | 1920 | 1928 | 1940 | 1951 | 1961 | 1971 | 1981 | 1991 | 2001 | 2011 | 2021 |
| --------- | ---- | ---- | ---- | ---- | ---- | ---- | ---- | ---- | ---- | ---- | ---- | ---- |
| Население |      |      |      |      |      | 42   | 72   | 63   | 57   | 35   | 69   | 62   |